# Bojko Borisov
Bojko Metodijev Borisov (bulharsky: Бойко Методиев Борисов, ['bɔjko mɛ'tɔdiɛf bo'risof]IPA, * 13. června 1959 Bankja) je bulharský politik, v letech 2017–2021 předseda vlády Bulharska. V čele prvního kabinetu stál již v letech 2009–2013 a podruhé vládu řídil mezi roky 2014–2017. Třetí kabinet sestavil po předčasných parlamentních volbách na jaře 2017.

## Profesní a politická kariéra
Mezi lety 2001 a 2005 byl Borisov generálním sekretářem bulharského ministerstva vnitra v hodnosti generála. V období 2005–2009 působil ve funkci primátora hlavního města Sofie.
Poté, co jeho strana Občané za evropský rozvoj Bulharska (GERB) jasně zvítězila v červencových parlamentních volbách 2009 ziskem 39,71 % hlasů voličů, což v přepočtu znamenalo obsazení 116 parlamentních křesel z celkového počtu 240 křesel, byl 27. července téhož roku jmenován 50. předsedou vlády Bulharska.
Dne 20. února 2013 podal se svým kabinetem demisi, a to pod tlakem několikadenních masových demonstrací, které jeho vládu vinily z neúnosného zvyšování cen elektřiny.
Jako absolvent policejní akademie byl v letech 1982–1985 velitelem menších jednotek hasičů a ministerstva vnitra. Poté byl až do roku 1990 profesorem na policejní akademii. Po nějakou dobu byl velitelem ochranky bývalého komunistického vůdce Todora Živkova. Na ministerstvu vnitra si posléze získal respekt tvrdým bojem se zločineckými gangy.
Od listopadu 2014 stál podruhé v čele vlády. Na úřad v listopadu 2016 rezignoval poté, co stranická kandidátka GERBu Cecka Cačevová neuspěla v prezidentských volbách. Národní shromáždění rezignaci potvrdilo o tři dny později poměrem hlasů 218:0. Do konce ledna 2017 pak řídil kabinet v demisi, než se novým zastupujícím premiérem stal bývalý předseda parlamentu Ognjan Gerdžikov. Jeho úkolem bylo dovést zemi k předčasným volbám naplánovaným na březen 2017.
V parlamentních volbách v březnu 2017 jím vedená strana „Občané za evropský rozvoj Bulharska“ (ГЕРБ) získala nejvyšší počet hlasů (32,65 %) i parlamentních křesel (95 z 240).

## Soukromý život
Bojko Borisov je synem úředníka ministerstva vnitra Metodije Borisova a učitelky na základní škole Venety Borisovové. Je rozvedený, z manželství má dceru Venetu. Žije s Cvetelinou Borislavovou, která je generální ředitelkou jedné banky (Bulgarian American Credit Bank).
Zařadil se mezi nejstarší příležitostně aktivní profesionální fotbalisty Evropy. V roce 2013 nastoupil jako útočník do druholigového zápasu s klubem FC Vitoša Bistrica. Byl trenérem národního karatistického týmu a stal se předsedou Bulharské asociace karate.